# ツバキ・ナカシマ
株式会社ツバキ・ナカシマ（つばきなかしま、英: TSUBAKI NAKASHIMA CO., LTD.）は、日本の機械・自動車部品メーカーである。JPX日経中小型株指数の構成銘柄の一つ。

## 概要
主に精密ボールや精密ローラ、産業用ボールねじ、大型送風機を手掛けているメーカーである。中でも軸受け（ベアリング）などに使われる精密ボールが主力。世界シェアの約3割を占めており、鉄製ボールの精度で高い技術力を誇る。また、送風機事業は1905年設立の旧・中島製作所が事業母体となっており、創業100年を越える事業である。

## 沿革
- 1905年（明治38年）- 中島製作所設立。送風機の生産を開始。
- 1934年（昭和9年）- 近森小三郎が東洋鋼球製作所を創立。自転車用鋼球の生産販売を開始。
- 1936年（昭和11年）- 森居嘉一郎が合名会社東洋鋼球製作所を設立。奈良県葛城市にて葛城工場が稼働開始。
- 1939年（昭和14年）- 東洋鋼球製造株式会社に改組し、椿本説三が初代社長に就任。
- 1954年（昭和29年）- 椿本鋼球製造会社に社名変更。
- 1961年（昭和36年）- 東京証券取引所市場第二部、大阪証券取引所市場第二部に株式上場。
- 1968年（昭和43年）- 株式会社椿本精工に社名変更。
- 1969年（昭和44年）- 椿本精工がボールねじ専門工場として奈良県大和郡山市に郡山工場を開設し、稼働開始。
- 1980年（昭和55年）- ルクセンブルク証券取引所に上場。
- 1983年（昭和58年）- 中島製作所が送風機専門工場として長崎県佐世保市に世知原工場を開設し、稼働開始。
- 1988年（昭和63年）- 東京証券取引所市場第一部、大阪証券取引所市場第一部に株式上場。
- 1996年（平成8年）- 椿本精工と中島製作所が経営統合し、株式会社ツバキ・ナカシマとなる。
- 2007年（平成19年）- 株式交換により、TNNインベストメント株式会社（野村ホールディングス系ファンド、野村プリンシパル・ファイナンス傘下）の完全子会社となる。東京証券取引所、大阪証券取引所上場廃止。
- 2011年（平成23年）- 野村プリンシパル・ファイナンスが全株をカーライル・グループに譲渡[6]。
- 2015年（平成27年）- 東京証券取引所市場第一部に株式を再上場。
- 2017年（平成29年）- 米国NN社PBC事業部門を買収[7]。
- 2018年（平成30年）- 不適合製品の出荷に関し外部調査委員会が報告書を提出する[8]。

## 事業所
- 本社、葛城工場（鋼球）：奈良県葛城市
- 郡山工場（精機、送風機）：奈良県大和郡山市
- 世知原工場（精機、送風機）：長崎県佐世保市

## グループ会社

### 国内グループ企業
- 椿鋼球株式会社 - ボールペンのペン先向けを手掛けている。国内シェア９割と圧倒的で、人気の消せるボールペン「フリクションシリーズ」は100％[9]。

### 海外グループ会社
- Hoover Precision Products, Inc.（アメリカ）
- TN TENNESSEE, LLC.（アメリカ）
- Spheric-Trafalgar Ltd.（イギリス）
- NN Netherlands B.V.（オランダ）
- NN Europe S.p.A.（イタリア）
- Tsubaki-Hoover Polska, Sp. Zo. o.（ポーランド）
- NN Slovakia s.r.o.（スロバキア）
- NN Konjic（ボスニア・ヘルツェゴビナ）
- Tsubaki-Hoover (Taicang) Co., Ltd.（中国）
- Tsubaki-Hoover (Chongqing) Corp, Ltd.（中国）
- NN Precision Bearing Products(Kunshan)Co., Ltd.（中国）
- Tsubaki Hoover India Pvt., Ltd.（インド）
- Spheric-Trafalgar (Thailand) Ltd.（タイ）
- Tsubaki Nakashima Global Pte. Ltd.（シンガポール）
- 台湾椿中島股份有限公司（台湾）
- Tsubaki Nakashima Korea Co., Ltd.（韓国）

### 姉妹会社
- 椿本興業

## 『シカゴ・トリビューン』紙による「過労死」報道（1988年）
『シカゴ・トリビューン』は当社（当時は椿本精工）の「平岡事件」に関する1988年11月13日の記事で、「過労死」について詳しく報じた。森岡孝二によると、これは海外メディアによる、日本における「過労死」についての最も早い報道のひとつである。